# Gotthardsberg (Odenwald)
Der Gotthardsberg, auch Gotthard oder früher Frankenberg genannt, ist ein 304 Meter hoher Berg im Odenwald zwischen Amorbach und Weilbach im bayerischen Landkreis Miltenberg.

## Geographie
Der Gotthardsberg ist ein Spornberg des Sommerberges (431 m). Seine Hänge fallen im Süden zum Billbach, im Westen zur Mud und im Norden zum Weilbach um bis zu 150 Höhenmeter steil ab. Auf dem entwaldeten Gipfel des Gotthardsberges befinden sich geringe Mauerreste der Burg Frankenberg und die Gotthardsruine. Am Fuße des Berges verlaufen die Bundesstraße 469, die Kreisstraße MIL 6 und die Madonnenlandbahn. Über den Gotthardsberg führen der Fränkische Marienweg und der Nibelungensteig.

## Geschichte

### Burg Frankenberg

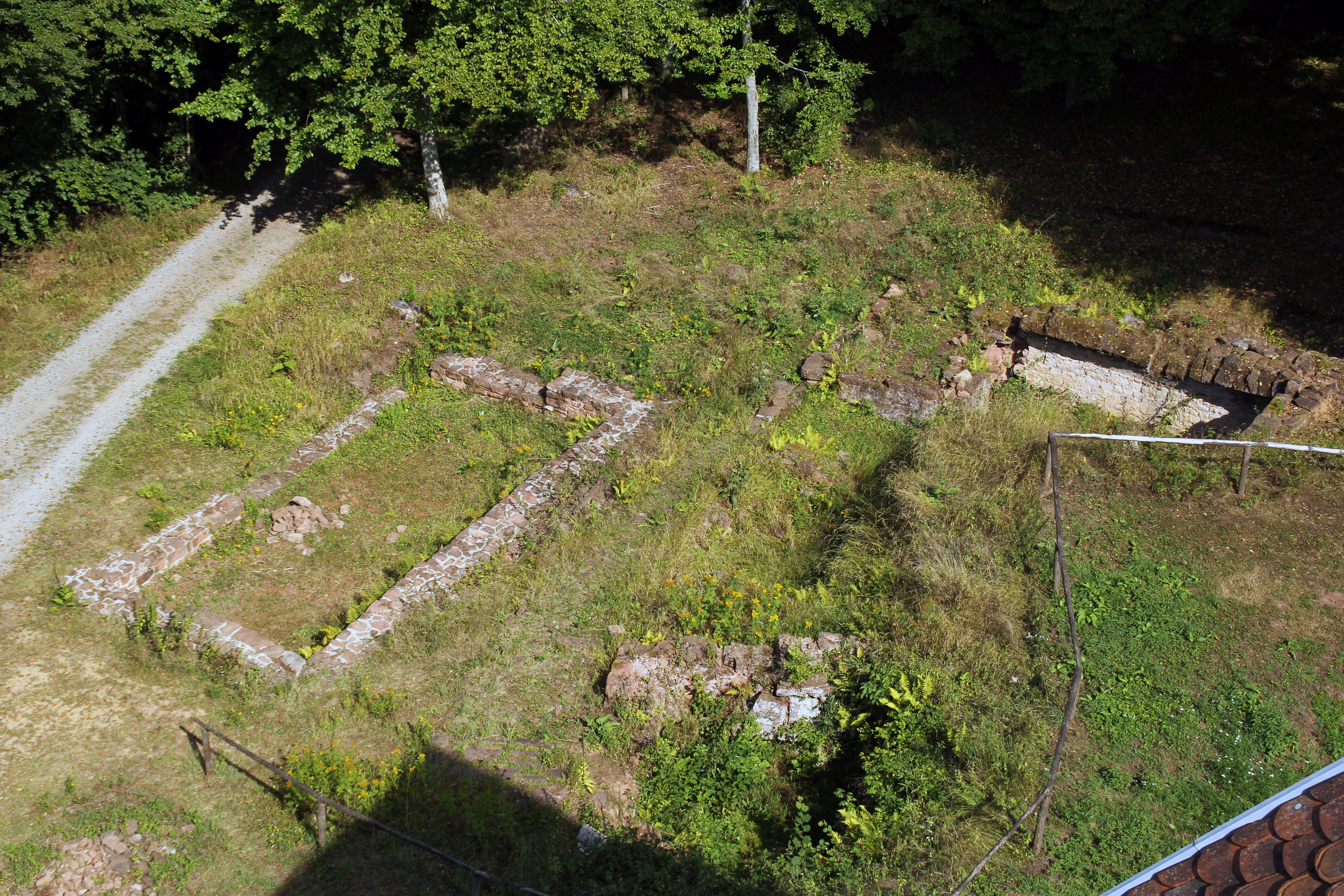
Ruinen der Burg Frankenberg

Auf dem Gipfel des Frankenberges wurde in der dort stehenden Burg eine dem Hl. Godehard von Hildesheim geweihte Kapelle bzw. Kirche hinzugefügt. Seitdem trägt der Berg den Namen „Gotthardsberg“. 1168 wurde die Burg zerstört und in ein Nonnenkloster der Zisterzienserinnen umgewandelt. In den Jahren 2010 bis 2012 wurden Kellergewölbe und Mauerreste freigelegt.

### Gotthardsruine

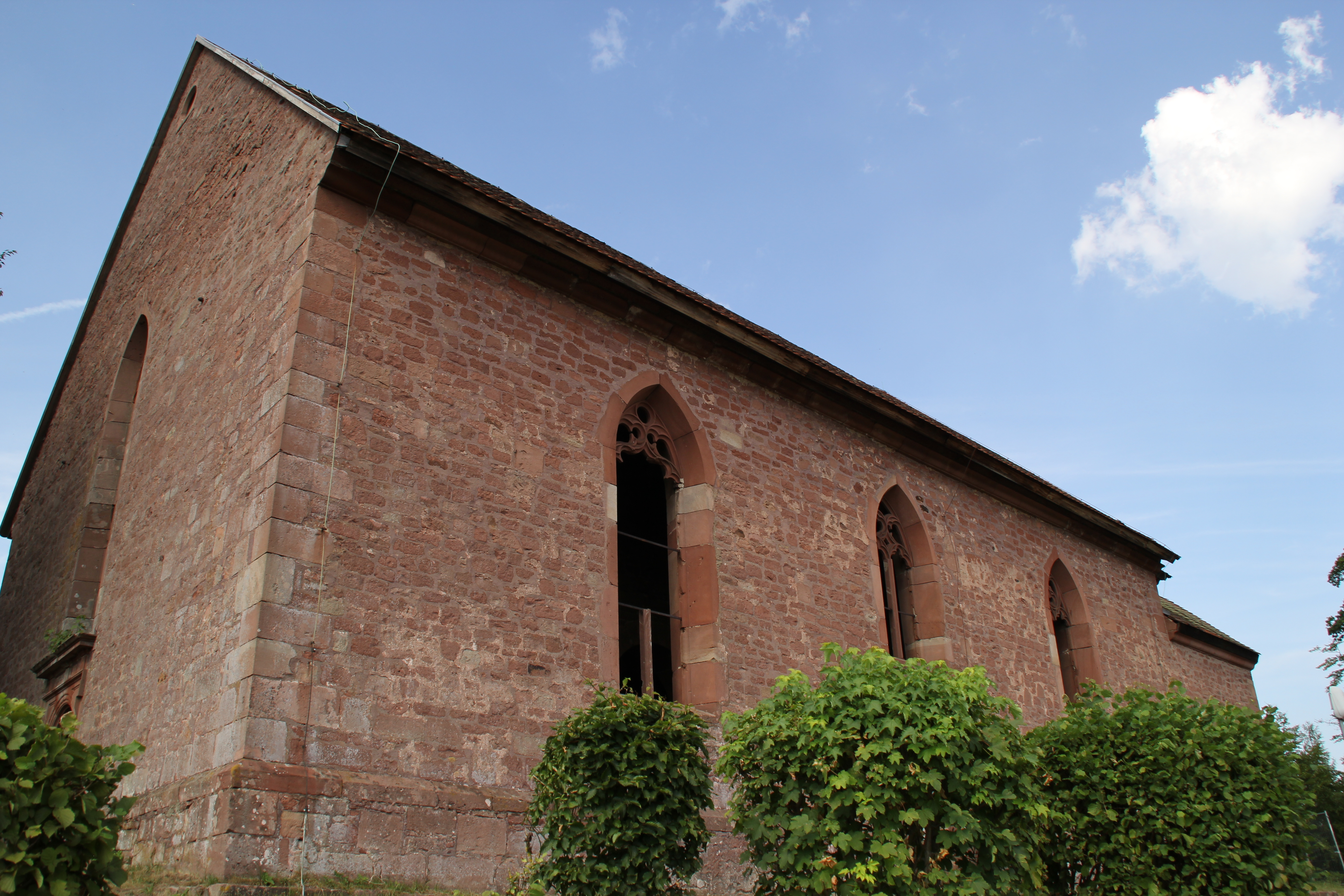
Ruine der Gotthardsbasilika

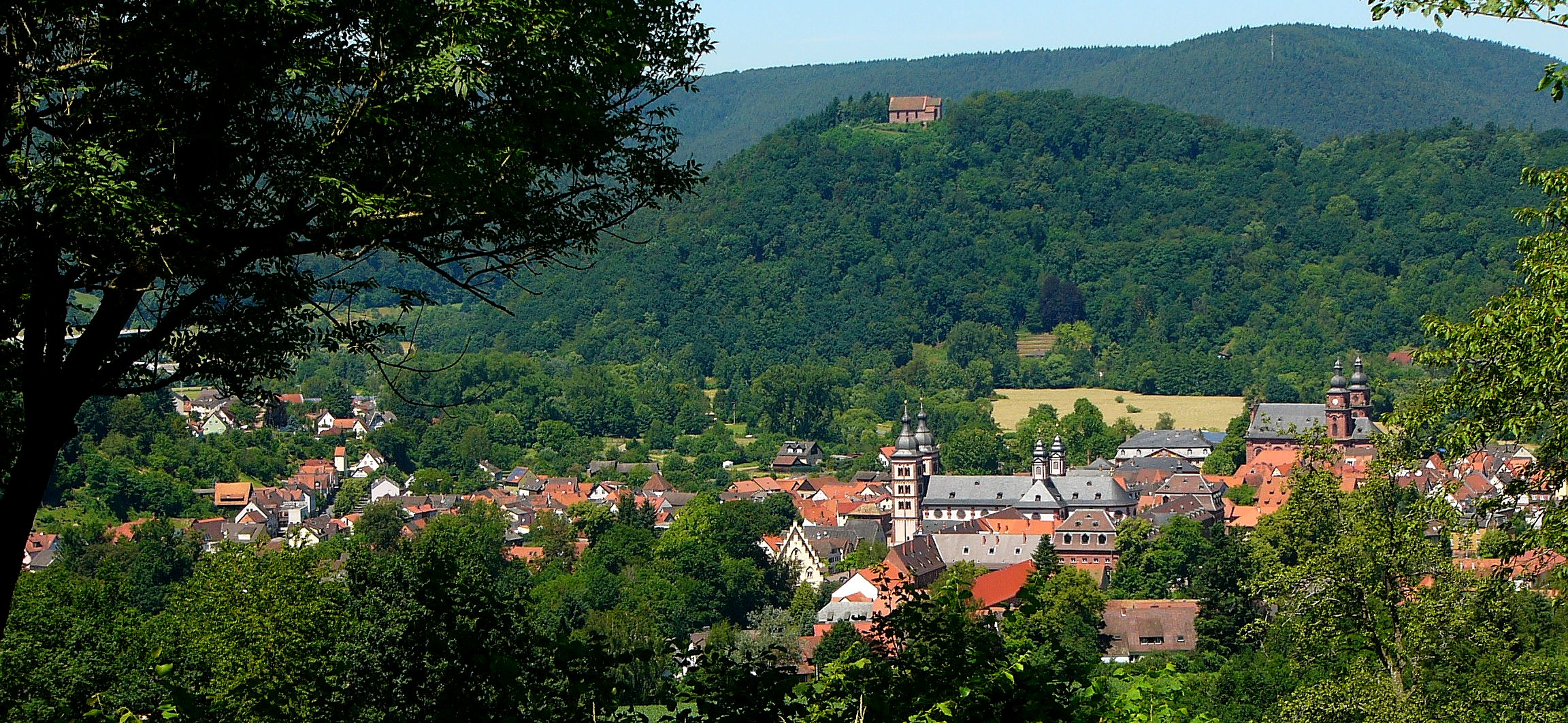
Amorbach (Vordergrund) mit Gotthardsberg (Hintergrund)

Das Kloster wurde 1525 im Bauernkrieg niedergebrannt. 1628 begann der Wiederaufbau der im Kern romanischen dreischiffigen Pfeilerbasilika. Durch einen Blitzschlag brannte die Kirche am 8. Juni 1714 aus und besteht seitdem als die heutige Ruine. 1878 wurde der Treppenturm erhöht und zum Aussichtspunkt ausgebaut. Um die Ruine vor Witterung und Verfall zu schützen, erhielt sie im Jahr 1956 ein Dach. 1990 wurde ein Teil des Gipfels entwaldet.